# Centrum Konserwacji Wraków Statków
Centrum Konserwacji Wraków Statków – oddział gdańskiego Narodowego Muzeum Morskiego, otwarty 13 czerwca 2016 roku w specjalnie dla tego celu zbudowanym budynku w Tczewie, blisko Muzeum Wisły.
Centrum powstało we współpracy z Norweskim Muzeum Morskim w Oslo oraz Muzeum Historii Kultury Uniwersytetu w Oslo. Sfinansowane zostało ze środków Norweskiego Mechanizmu Finansowego (85%) oraz Ministra Kultury i Dziedzictwa Narodowego (15%).
Muzeum składa się z dwóch głównych części: pracowni konserwatorskiej oraz magazynu studyjnego.

## Pracownia konserwatorska

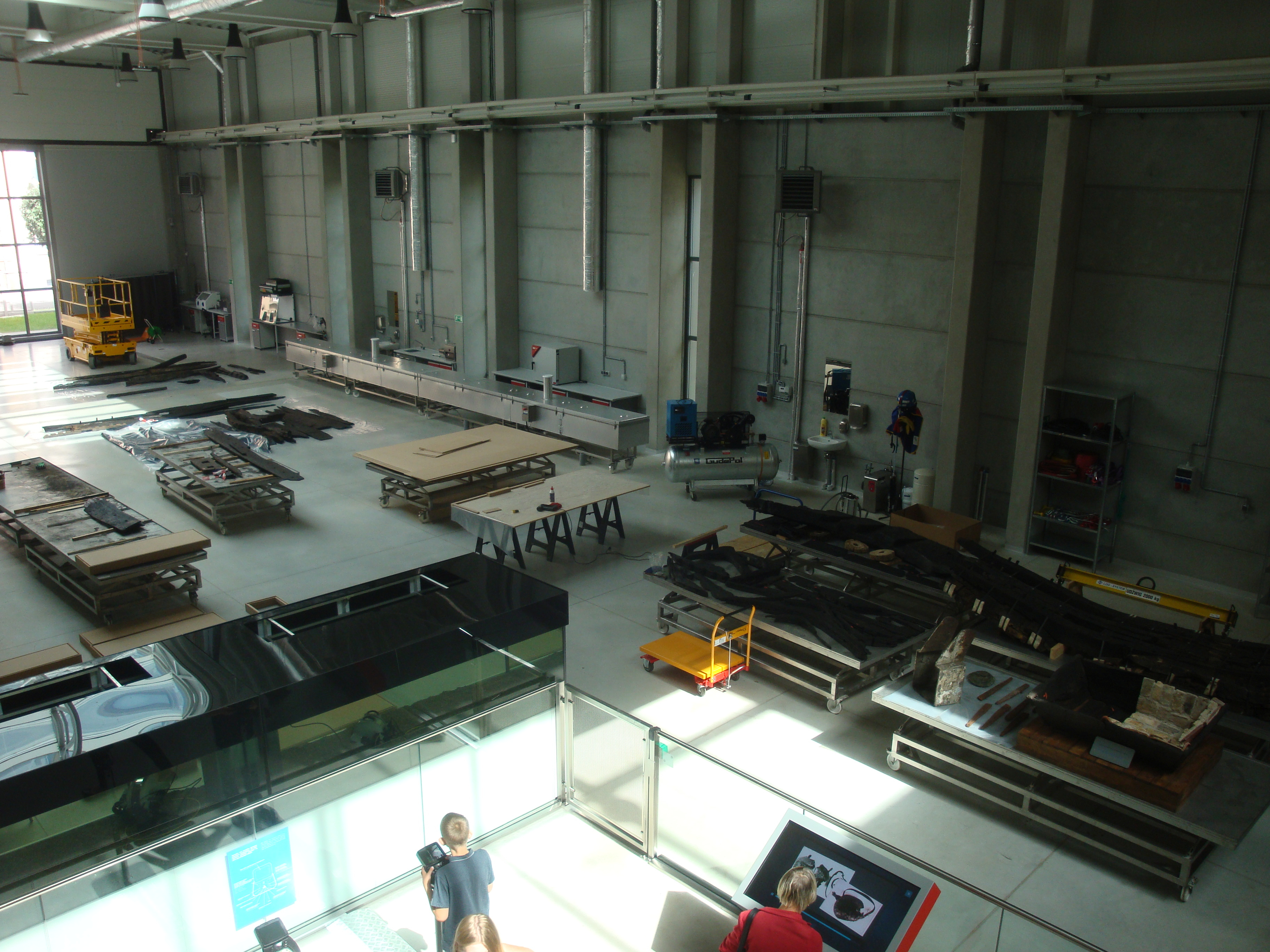
Pracownia konserwatorska. Na pierwszym planie zwiedzający na antresoli

Pracownia wyposażona jest w nowoczesny sprzęt i służy do prowadzenia prac konserwatorskich oraz rekonstrukcyjnych wydobytych elementów statków oraz innych obiektów. Na terenie pracowni znajdują się warsztaty:  kowalsko-ślusarski i szkutniczo-stolarski, aparatura RTG wraz ze skanerem oraz spektrometr fluorescencji rentgenowskiej służący do badania składu elementów metalowych. Drewno wydobyte z wody przez archeologów konserwowane jest w systemie odpowiednich wanien, w których można je poddać kąpielom w specjalnych roztworach. Do oczyszczania przedmiotów metalowych znajdują się w pracowni czyszczarka strumieniowa i mikroczyszczarka. Do przemieszczania ciężkich elementów służy suwnica o udźwigu 5 ton oraz ruchome podesty.
Pracownia ma formę hali, bez ścian wewnętrznych. Dostępna dla zwiedzających antresola pozwala na oglądanie prac i poszczególnych etapów konserwacji lub rekonstrukcji. Jest to unikatowe w Polsce rozwiązanie, które umożliwia odwiedzającym uczestnictwo w pracach konserwatorskich.

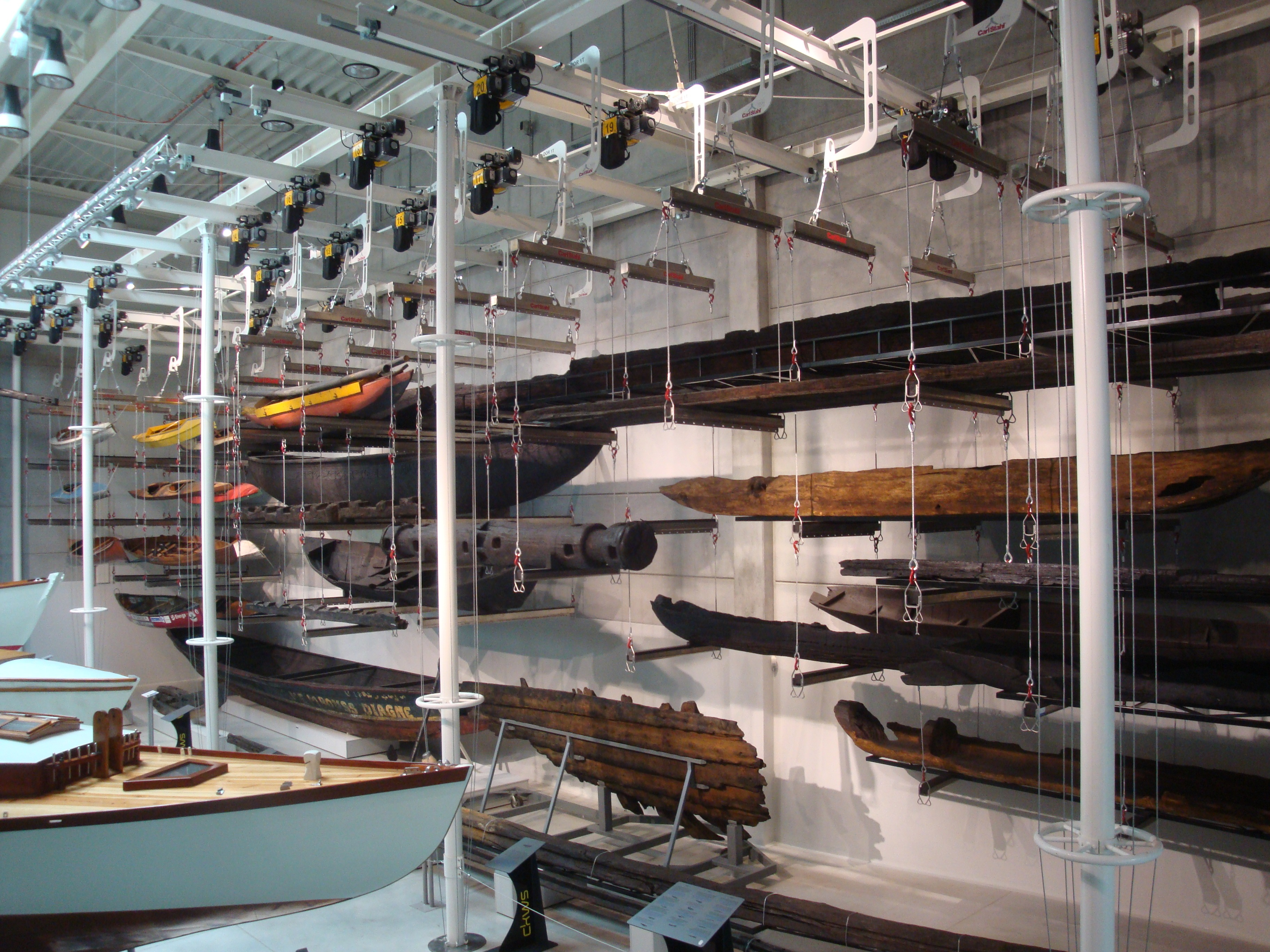
Ekspozycja w magazynie studyjnym

## Magazyn studyjny
Magazyn studyjny służy do ekspozycji zgromadzonych zabytków dla zwiedzających. Wzdłuż jednej ze ścian, na podwieszanych konstrukcjach, zgromadzone są zabytkowe łodzie i ich ocalałe fragmenty z terenów Polski (najstarsze z V–VII wieku), łodzie z Afryki (pozyskane przez załogi polskich statków) oraz kolekcja kajaków z lat 30. do 50. XX wieku. Na podłodze wystawione są elementy wielkogabarytowe, jak stępka czy fragment burty Miedziowca. Wystawę uzupełniają 3 historyczne jachty: Opty, Dal (na której Andrzej Bohomolec, Jerzy Świechowski i Jan Witkowski jako pierwsi polscy żeglarze przepłynęli Atlantyk) oraz „Kumka IV” – pionierska konstrukcja inż. Sołtyka, jeden z pierwszych jachtów spawanych.
W jednej z przestrzeni magazynu znajdują się przesuwne, częściowo przeszklone regały, przeznaczone do ekspozycji mniejszych przedmiotów (elementów wyposażenia statków, przykładowych ładunków).

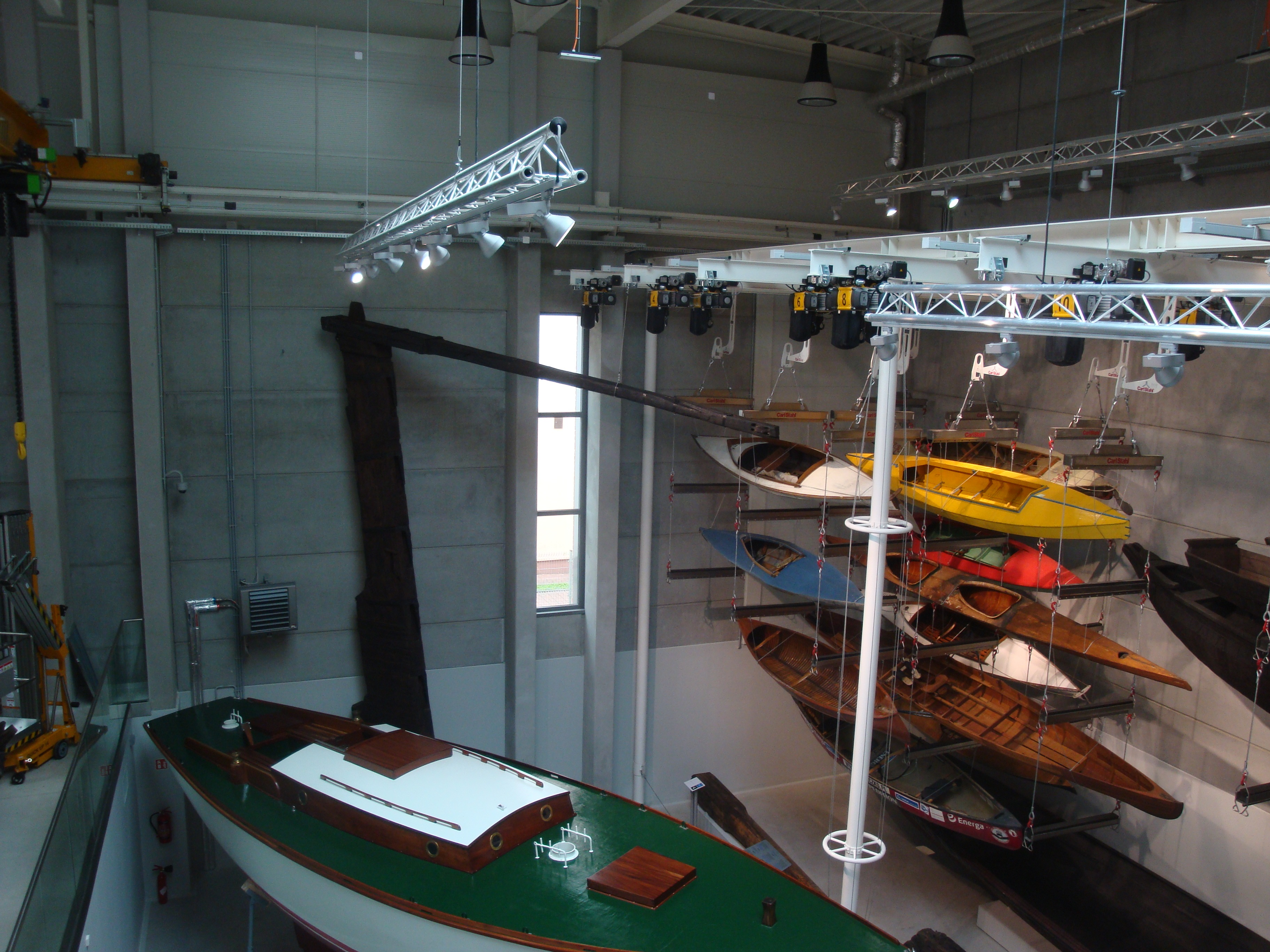
Kolekcja zabytkowych kajaków. Na pierwszym planie jacht Opty, za nim ster z wraku General Carleton

## Zwiedzanie
Eksponaty opisane są po polsku i po angielsku. Na ustawionych w przestrzeni dla zwiedzających interaktywnych panelach oraz przy pomocy aplikacji mobilnej można uzyskać więcej informacji o znalezionych przedmiotach.

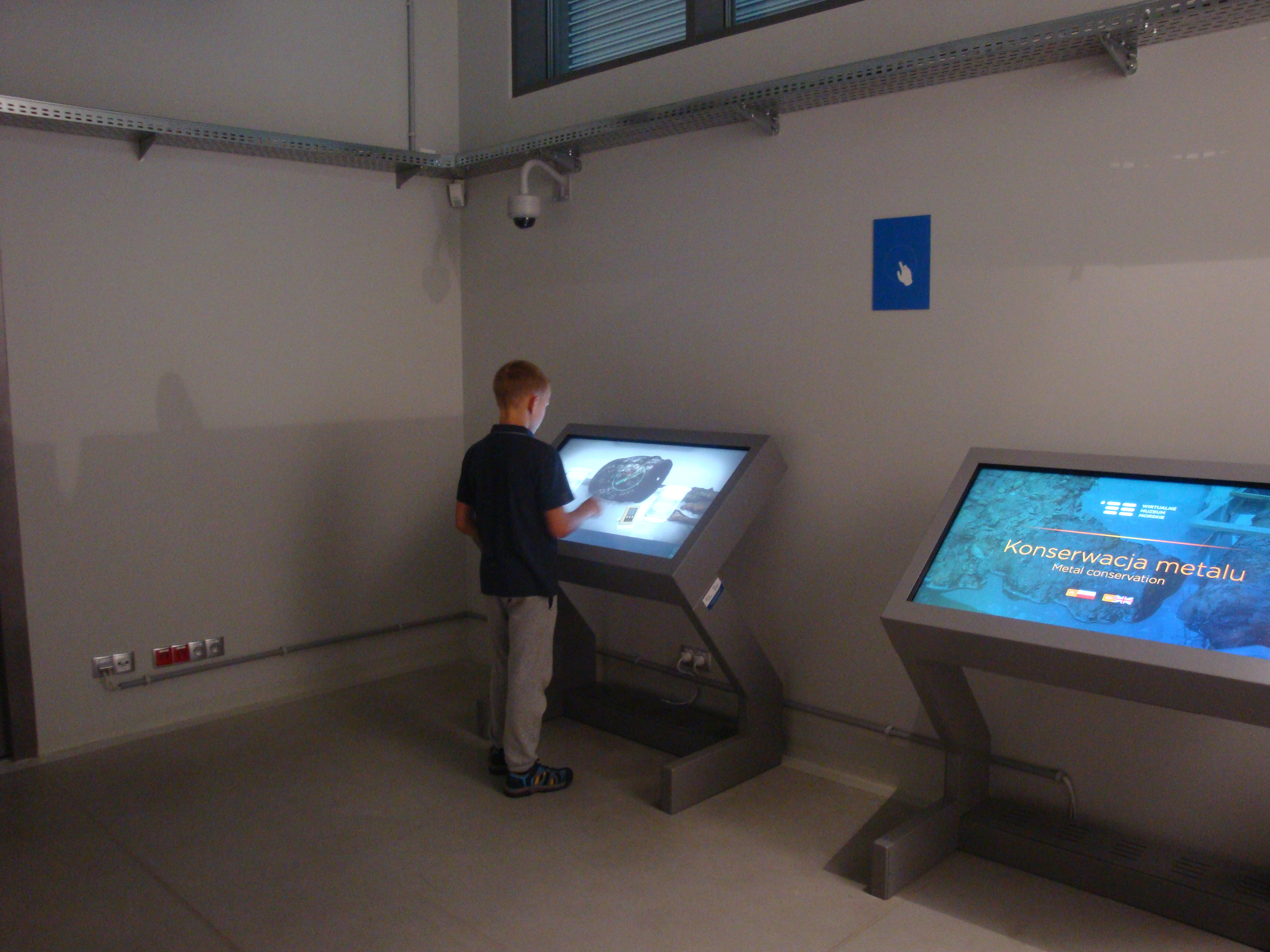
Stanowiska interaktywne

Muzeum prowadzi dodatkową działalność edukacyjną (lekcje muzealne, zwiedzanie pracowni konserwatorskiej), jest również dostępne dla osób na wózkach inwalidzkich. Istnieje także możliwość zorganizowanie zwiedzania dla osób niewidomych (z poznawaniem niektórych eksponatów przez dotyk).